# Lasersnijden
Lasersnijden is een industriële bewerkingstechniek.
Een laser is een elektromagnetische stralingsbron die licht uitzendt in een bijna evenwijdige bundel. Om met de laserstraal te kunnen snijden, moet die worden gefocusseerd tot een lichtcirkel waarvan de diameter slechts fracties van een millimeter bedraagt. Hierdoor wordt de intensiteit van de straal zo groot, dat door smelten en verdampen van het materiaal zeer smalle en nauwkeurige gleuven kunnen worden gemaakt. Met de scherpe laserstraal kan men een groot aantal metalen en niet-metalen zoals kunststoffen, glas, hout en textiel snijden. Lasersnijden van metaal kan vanaf een vermogen van 100 watt. Voor het snijden van niet-metalen is 12 watt al voldoende.
Behalve voor het lasersnijden worden lasers in de industrie ook voor andere bewerkingen gebruikt. Lasers worden ook gebruikt voor het graveren en lassen van onderdelen en voor oppervlaktebehandelingen zoals harden.
De laserstraal kan door zijn straalkwaliteit ver worden getransporteerd. De laserbron en de werkplek kunnen dus ver van elkaar worden opgesteld. Pas op de werkplek wordt de straal dan gefocusseerd. Met behulp van spiegels is het ook mogelijk om met één laserbron afwisselend op verschillende werkplekken te werken, en daarbij zelfs ook afwisselend te lassen en te snijden.
De snijsnelheid die bij het lasersnijden gehaald kan worden is afhankelijk van een aantal variabelen, zoals het materiaal, de dikte, het type laser en het vermogen. De snelheid varieert ruwweg tussen de 0,5 (bij staal) en 12 (bij kunststof) meter per minuut.

## Typen lasers
Binnen de wereld van bewerkingstechnieken spelen vooral drie typen lasers een rol:
1. De CO2-laser wordt gebruikt voor het zwaardere werk, zoals in de metaalindustrie.
2. De Nd:YAG-laser kan een vermogen tot in de kilowatts opwekken en is transporteerbaar over glasvezel.
3. De diodelaser of fiberlaser is vooral voor zeer fijn werk geschikt en wordt door een glasvezel getransporteerd. In combinatie met een precisiesnijkop zijn bijzonder kleine toleranties mogelijk, tot aan micrometernauwkeurigheid.

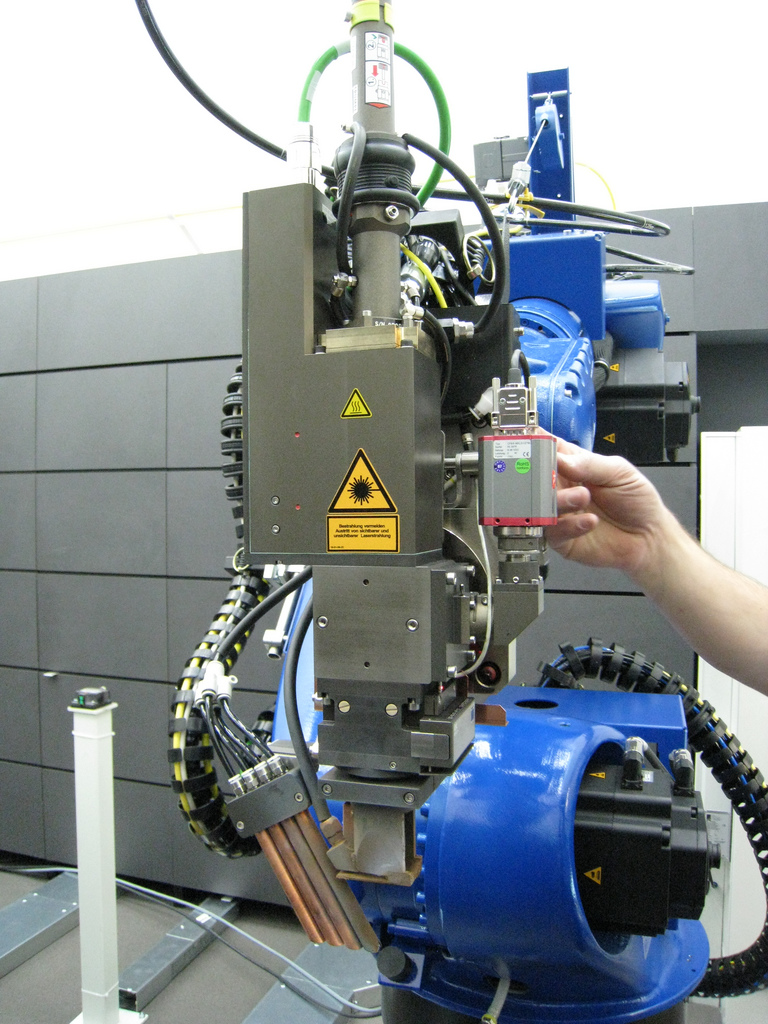
Yag-laser gemonteerd op industriële robot

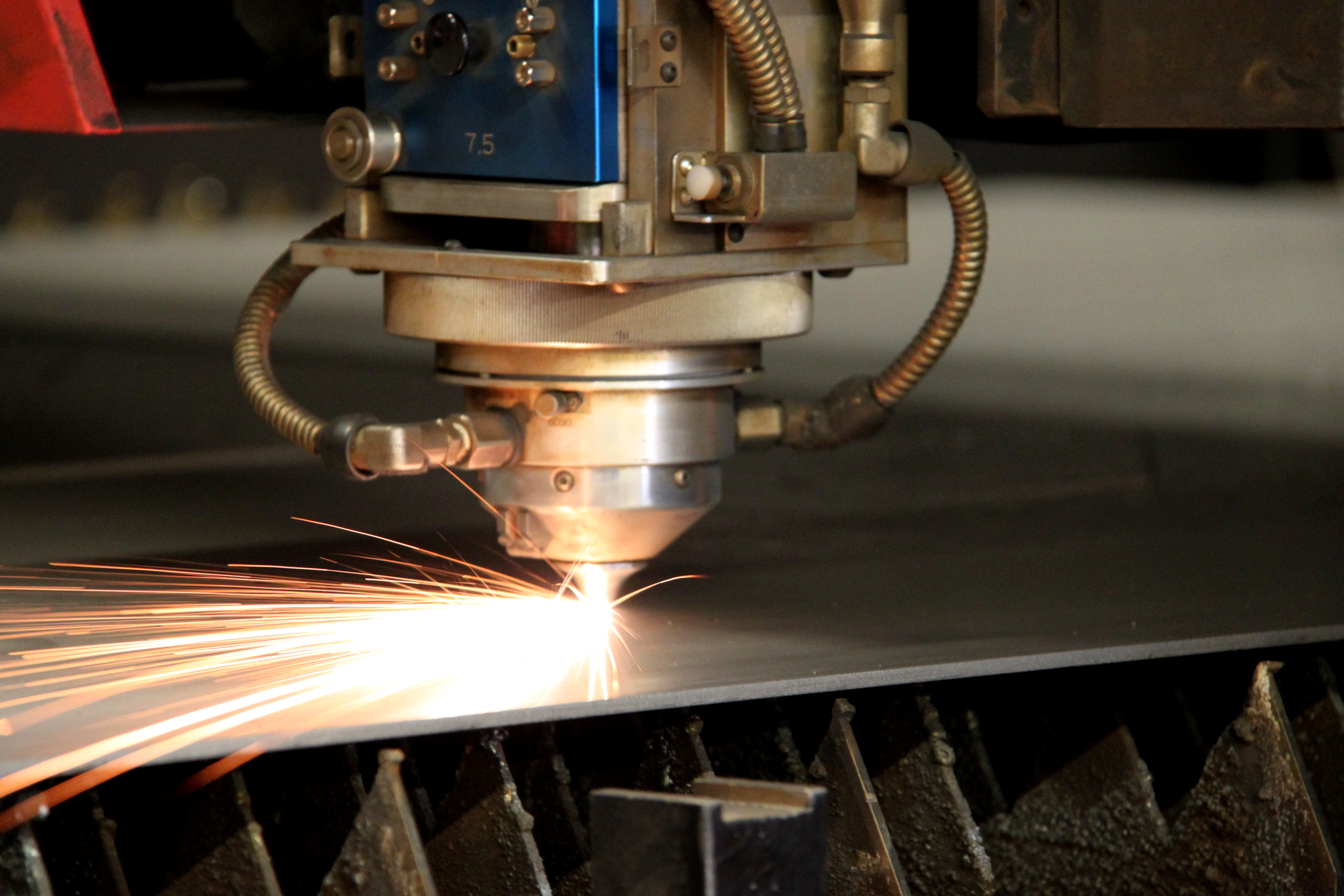
Laserkop

## Gasstroom
Bij het snijden van metalen is de hoge vermogensdichtheid van de laserstraal vaak niet voldoende om een goede kerf te maken of het materiaal door te snijden. Er wordt dan gebruikgemaakt van hulpgassen.
Om oxidatie van de snijkanten tegen te gaan, zal meestal edelgas worden gebruikt. Dit is het lasersmeltsnijden. Helium is gas wat kan worden gebruikt, maar is erg duur. Daarom wordt ook met argon of stikstof gewerkt.
Wanneer ongelegeerd of laaggelegeerd staal wordt gesneden, zal een reactief gas zoals perslucht of zuurstof worden toegepast. Dit is het laserbrandsnijden. De zuurstof wordt met een coaxiale gasstroom tot vlak boven het oppervlak van het materiaal gebracht. Het gas zal onder invloed van de laserbundel de uiteindelijke snijreactie veroorzaken. Door de exotherme reactie die het gas veroorzaakt, wordt een vijf keer zo grote snijsnelheid mogelijk als wanneer met een edelgas zou worden gewerkt. De kwaliteit van de snijkanten is wel minder goed.
Het is ook mogelijk zonder gassen te snijden, het zogenaamde lasersublimeersnijden. Dit is geschikt voor kunststof, papier, hout en keramische materialen.

## Voordelen en toepassingen
Het lasersnijden zorgt voor een zeer fijne snede en weinig materiaalverlies. De warmte-beïnvloede zone is daardoor erg klein. Met het lasersnijden kunnen zonder problemen complexe contouren gesneden worden.
Lasersnijden biedt een grote vormvrijheid. Het is een interessante optie bij het snijden van ingewikkelde vormen uit producten die met conventionele bewerkingen zoals stansen minder gemakkelijk mogelijk zijn.
Omdat titanium een zeer lage ontbrandingstemperatuur en een grote gevoeligheid voor oxidatie heeft, kan dit materiaal heel goed met een laser worden gesneden. Doordat titanium een zeer duur materiaal is en er bij het lasersnijden weinig materiaal verloren gaat, zal een laserinrichting in de vliegtuigbouw zich snel terugverdienen.
Met een CO2-laser kan glas worden gesneden. Deze mogelijkheid wordt gebruikt bij het snijden van kwartsbuisjes voor lampen. Een andere toepassing is het volledig automatisch uitsnijden van autospiegels. Door het smeltproces van de laser is de kwaliteit van de rand weliswaar erg slecht, maar dat is in dit geval nou juist een voordeel omdat men zich daardoor minder snel snijdt tijdens het monteren van de spiegel in de rubberen ring.
Materialen zoals koper, messing, brons en aluminium kunnen alleen onder zeer speciale eigenschappen met een laser worden gesneden vanwege hun thermische geleidingseigenschappen en hun hoge reflectie. Om de reflectie te verminderen kan een (grafiet)coating aangebracht worden.
airy-schijf · amplitude · brekingsindex · brewsterhoek · dopplereffect · fase · foto-elektrisch effect · frequentie · fresnelvergelijkingen · fresnel-zoneplaat · getal van Abbe · golffront · golflengte · holografie · intensiteit · interferometer ·  laser · lasersnijden · lichtenergie · lichtgrootheden en -eenheden · lichtmeter · lichtsnelheid · lichtsterkte · lichtstroom · Mach-Zehnder-interferometer · Michelson-interferometer · ooggevoeligheid · optische vezel · polarimeter · polarisatie · poynting-vector · principe van Huygens-Fresnel · principe van Fermat · prisma · schlierenoptica · specifieke lichtstroom · stralingsdeler · tralie · transversale golf · verlichtingssterkte · wet van Bragg
infrarood · kleur · licht · monochromatisch licht · spectrum · ultraviolet · wit licht
absorptie · coherentie · diffractie · dispersie · interferentie · lichtbreking · reflectie · totale interne reflectie · transmissie
emissie · gestimuleerde emissie · fluorescentie · fosforescentie · luminantie · luminescentie
fluorescentiespectroscopie · spectraalanalyse · spectraallijn · Spectroscopie · UV/VIS-spectroscopie
halo · newtonring
David Brewster · Christian Doppler · Charles Fabry · Pierre de Fermat · Joseph von Fraunhofer · Dennis Gabor · Augustin Fresnel · Heinrich Hertz · Christiaan Huygens · Hendrik Lorentz · Albert Michelson · James Clerk Maxwell · Edward Morley · Isaac Newton · Alfred Pérot · Thomas Young